# Beyond the Stars
Beyond the Stars (conocida en Latinoamérica como Dos amigos, dos destinos) es una película dramática estadounidense de 1989 escrita y dirigida por David Saperstein y protagonizada por Martin Sheen, Christian Slater, Sharon Stone, Olivia d'Abo y F. Murray Abraham.
Este drama de ciencia ficción se centra en la historia de Eric, hijo de un científico que trabaja en el programa espacial Apollo que pretendía llevar humanos a la luna. Eric, determinado en convertirse en astronauta, se hace amigo de Paul Andrews, uno de los hombres que pisó la luna. Paul es evitado por otros astronautas porque se portó de manera grosera cuando regresó del espacio. Eric poco a poco descubre que Paul descubrió algo durante su excursión en la luna que guarda como secreto.

## Reparto
- Christian Slater es Eric Michaels.
- Martin Sheen es Paul Andrews.
- Robert Foxworth es Richard Michaels.
- Sharon Stone es Laurie McCall.
- Olivia d'Abo es Mara Simons.
- F. Murray Abraham es Harry Bertram.
- Don S. Davis es Phil Clawson.
- William S. Taylor  es el doctor Willis.
- Babs Chula es Anne Michaels.
- Terence Kelly es Al Fletcher.